# دورة القصة القصيرة
دورة القصة القصيرة (يشار إليها أحيانًا باسم المتتالية القصصية أو الرواية المركبة) هي مجموعة من القصص القصيرة التي يجري تكوينها وترتيبها خصيصًا بهدف خلق تجربة معززة أو مختلفة عند قراءة المجموعة كاملة مقابل أجزائها الفردية. تختلف دورات القصة القصيرة عن الروايات لأن الأجزاء التي تتكون منها الفصول يمكن أن تكون جميعها منفصلة كقصص، تحتوي كل منها على حدة على البداية والوسط والخاتمة. عند القراءة كمجموعة، هناك اشتباك ينشأ بين أفكار القصص الفردية، وغالبًا ما تظهر التغييرات التي حدثت بمرور الوقت أو تسليط الضوء على التعارض بين مفهومين أو فكرتين. بسبب هذه الديناميكية، يجب أن يكون للقصص إحاطة بما تنجزه القصص الأخرى؛ لذلك، عادةً ما تكتب الدورات لغرض محدد لإنشاء سلسلة بدلًا من تجميعها وترتيبها لاحقًا.

## نقاشات تعريفية
أشار الباحثون إلى أن هناك مجموعة واسعة من الاحتمالات التي تقع بين المجاميع القصصية البسيطة والروايات في شكلها الأكثر شيوعًا. تتمثل أحد الأسئلة في مدى جودة ظهور القصص بشكل فردي: فصول الرواية عادة لا يمكن أن تكون وحدها، في حين أن القصص في المجاميع يُقصد بها أن تكون مستقلة تمامًا. لكن العديد من الكتب جمعت بين القصص بطريقة تجعل القصص لها درجات متفاوتة من الاعتماد المتبادل، وهذه الاختلافات هي التي تسبب مشاكل في التعريف. تدّعي ماجي دان (بالإنجليزية: Maggie Dunn) وآن موريس (بالإنجليزية: Ann Morris)، على سبيل المثال، أن القصص في دورة القصة أكثر استقلالية من تلك الموجودة في الرواية المركبة، ويشير جيمس ناجل (بالإنجليزية: James Nagel) إلى أن كلًا من الدورة والمتتالية مضللان، لأن الدورة تعني الدائرية والمتتالية تعني ضمناً الخطية الزمنية، التي لم يجدوا أيًا منها ضروريًا لمعظم هذه المجاميع. اقترح الكاتب والبروفيسور رولف لوندين (بالسويدية:  Rolf Lundén) أربعة أنواع من الدورات، بترتيب تناقص الوحدة: الدورة، التي تحل فيها النهايةُ النزاعات التي نشأت في البداية (على سبيل المثال، جسر سان لويس ري)؛ المتتالية، حيث ترتبط كل قصة بالقصص التي سبقتها ولكن دون قصة تراكمية تربط كل شيء معًا (على سبيل المثال، اللامقهورون)؛ المجموعة، التي لا تكون فيها الروابط بين القصص واضحة دائمًا والتي يكون فيها الانقطاع فيما بينها أكثر أهمية من وحدتها (على سبيل المثال، اذهب إلى الأسفل يا موسى)؛ والرواية القصيرة بالمعنى الكلاسيكي لمجموعة من القصص غير ذات الصلة جمعت معًا بواسطة قصة إطارية وراوٍ (أو رواة) (على سبيل المثال، واينسبرغ، أوهايو). [جميع الأمثلة من لوندين.] يقارن روبرت إم لوشر ويقابل دورة القصة القصيرة وقصص الخيال العلمي القصيرة مجتمعة في أنساق أو هيئات أطول.

## التاريخ
في دراستهما لهذا النوع، لاحظت ماجي دان وآن موريس أن الشكل ينحدر من تقاليد مختلفة: هناك نصوص جرى تجميعها بنفسها من نصوص أخرى، مثل الطريقة التي جرى بها تجميع الحكايات من دورة آرثر في كتب كريتيان دي تروا (بالفرنسية: Chrétien de Troyes)، وفولفرام فون اشنباخ (بالألمانية: Wolfram von Eschenbach)، وتوماس مالوري (بالإنجليزية: Thomas (Malory ومابينوغون. ثم هناك الروايات المتسلسلة الكلاسيكية، والعديد منها يحتوي على قصص مصورة؛ يتضمن هذا النوع ألف ليلة وليلة، ديكاميرون، حكايات كانتربري، إلخ. توضح دان وموريس كيف ظهر هذا النوع في القرن التاسع عشر بأشكال مثل مجموعة رسم القرية (على سبيل المثال، قريتنا) ومجموعة الترقيع (على سبيل المثال، رواية أولاد جو للكاتبة لويزا ماي ألكوت).
يصف ج. جيرالد كينيدي (بالإنجليزية: J. Gerald Kennedy) انتشار هذا النوع في القرن العشرين، وينسبه جزئيًا إلى الرغبة «في التخلي عن السلطة التنظيمية للراوي العليم، مؤكداً بدلاً من ذلك على مجموعة متنوعة من الأصوات أو وجهات النظر التي تعكس الذاتية الراديكالية للتجربة الحديثة». يرى كينيدي أن هذا الانتشار يتماشى مع الحداثة واستخدامها للتجزئة والتجاور والتزامن لتعكس «التعددية» التي كان يعتقد أنها تميز ذلك القرن. وقد أشار علماء مثل جيمس ناجل وروسيو ج. ديفيس أن الدورة كانت شائعة جدًا بين المؤلفين العرقيين الأمريكيين. يجادل ديفيس بأن الكتاب العرقيين يجدون التنسيق مفيدًا «كاستعارة مجازية لتجزئة وتعدد الحياة العرقية» بقدر ما يسلط الضوء على «ذاتية التجربة والفهم» من خلال السماح بـ «وجهات نظر انطباعية متعددة وتجزئة التاريخ الخطي البسيط».

## الرواية المركبة
يسرد دان وموريس عدة طرق يستخدمها المؤلفون لتوفير الوحدة للمجموعة ككل. وتجدر الإشارة إلى أن هذه المبادئ المنظمة تتعلق بنظريتهما عن الرواية المركبة كمجموعة قصة قصيرة حيث ينصب التركيز على الكل المتماسك. (الأمثلة عليها): مبادئ التنظيم
- منطقة جغرافية: بلد التنوب المدبب، ناس من دبلن، نساء مكان بروستر.
- بطل الرواية المركزي، الذي لديه خيار أن يكون الراوي أيضًا: كونيات هزلية، واينسبرغ، أوهايو، المرأة المحاربة، واحد مثل لوكاس.
- بطل جماعي: في زماننا، اذهب إلى الأسفل يا موسى، قوة الحب، الحدود: مستيزا الجديدة.
- أنماط لخلق ترابط وتماسك منطقي: ثلاث أرواح، المنفى والمملكة، التفاح الذهبي، طوف أصفر في مياه زرقاء.
- التركيز على سرد القصص نفسها: الطريق إلى جبل مطير، أنشودات وأغانٍ، كيفية صنع لحاف أمريكي.

يمكن استخدام العديد من مبادئ التنظيم هذه من أجل إنشاء رواية مركبة.